# Meztelenség

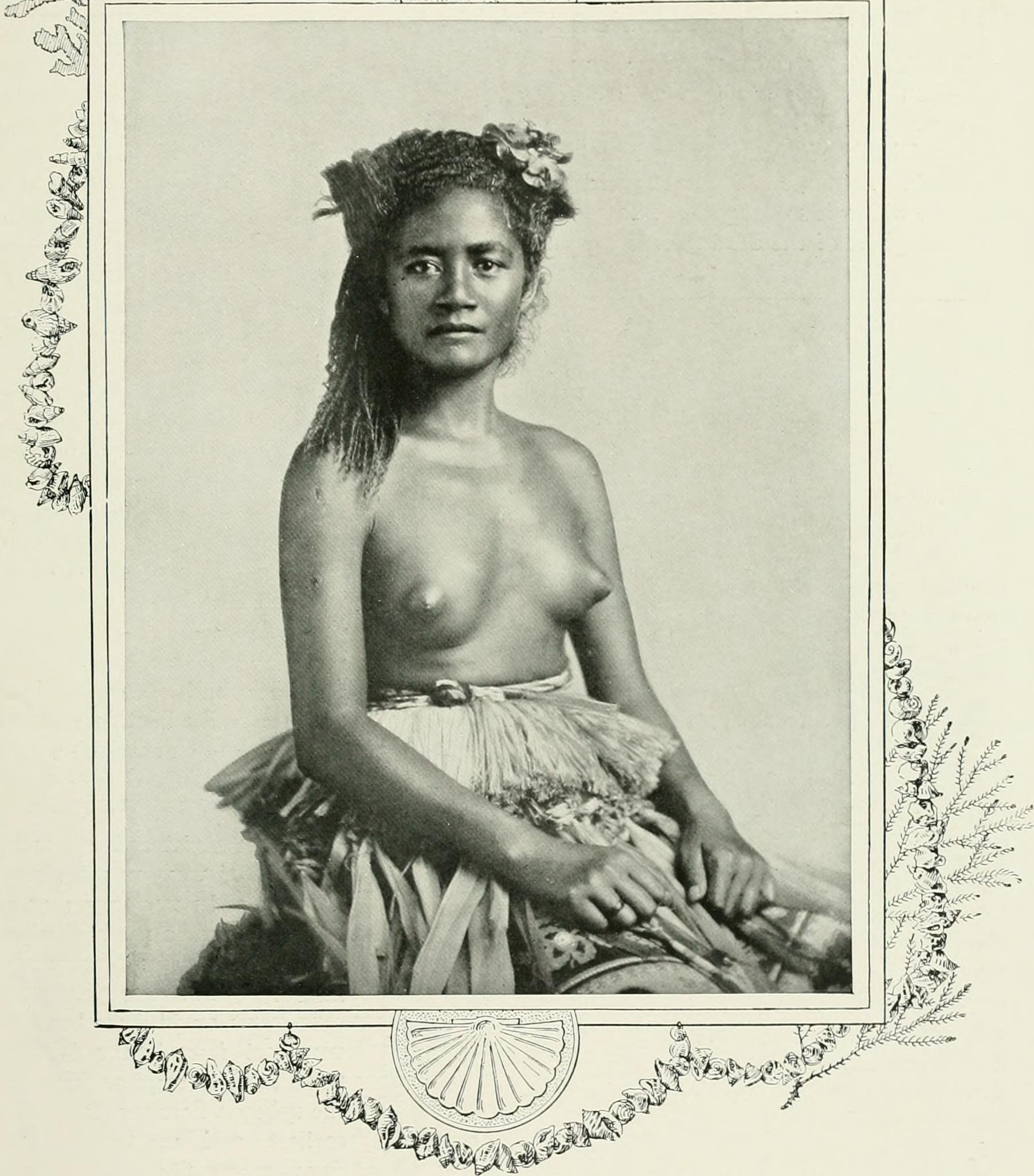
Fidzsi lány, 1908

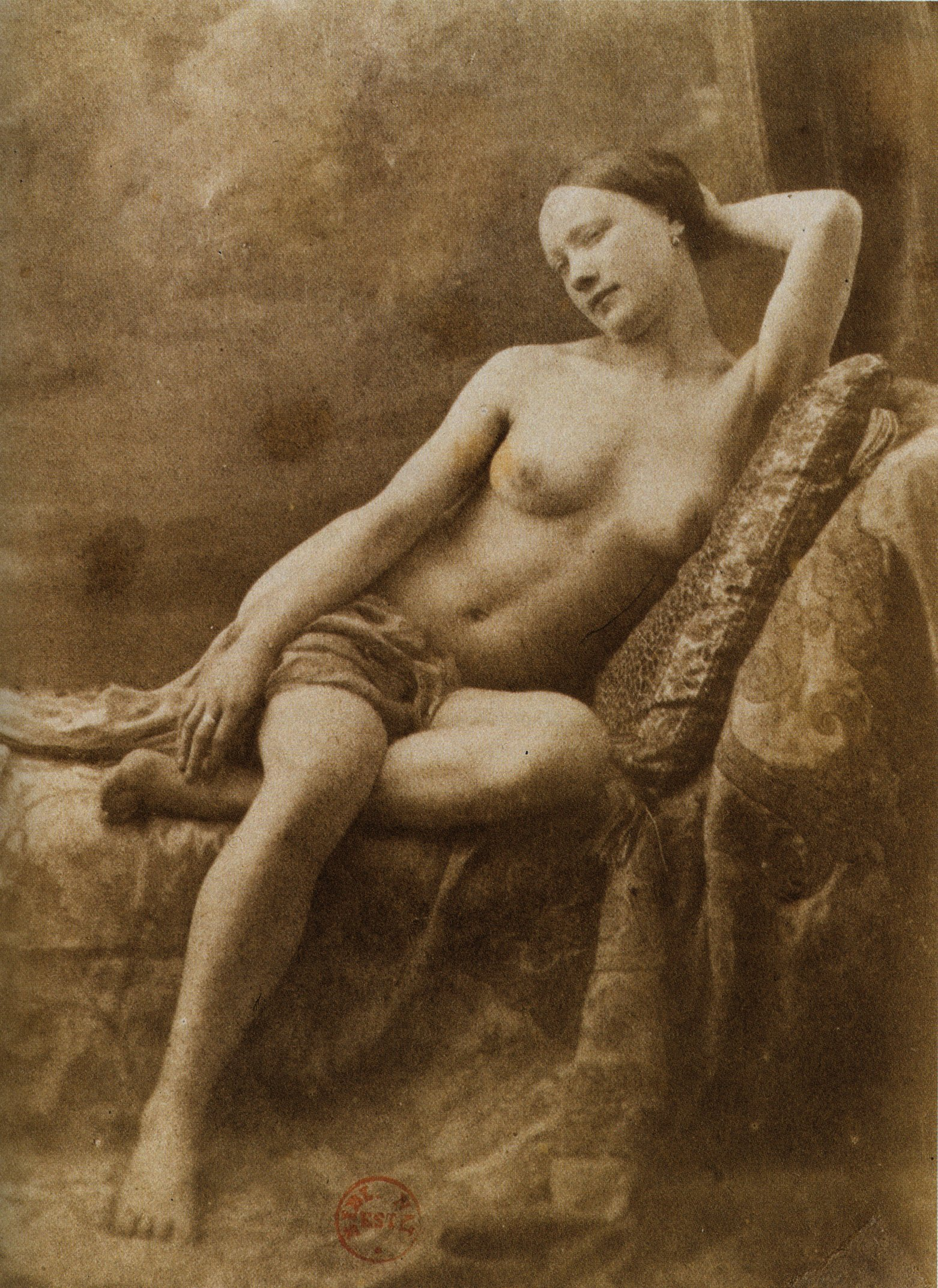
Jean Louis Marie Eugène Durieu (1800–1874) felvétele

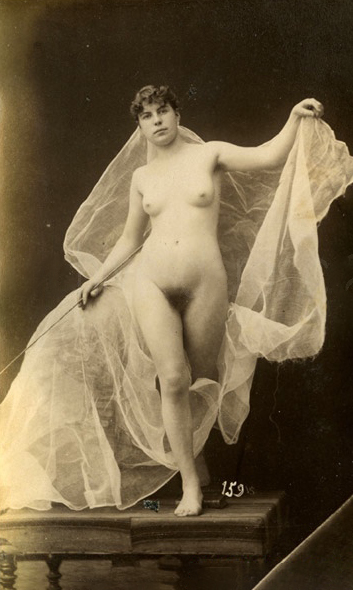
Gaudenzio Marconi (1841–1885) felvétele

A meztelenség, más szóval mezítelenség, ruhátlanság, csupaszság, pucérság vagy pőreség az az állapot, amikor nem viselünk ruhát.
Azokat, akik életmódjukban jelentős szerepet szánnak a meztelenségnek, nudistáknak vagy naturistáknak nevezik.

## Áttekintés
Bár egykor, a ruha feltalálása előtt az emberiség egyetemes vonása volt, a meztelenség ma már mások jelenlétében ritka.

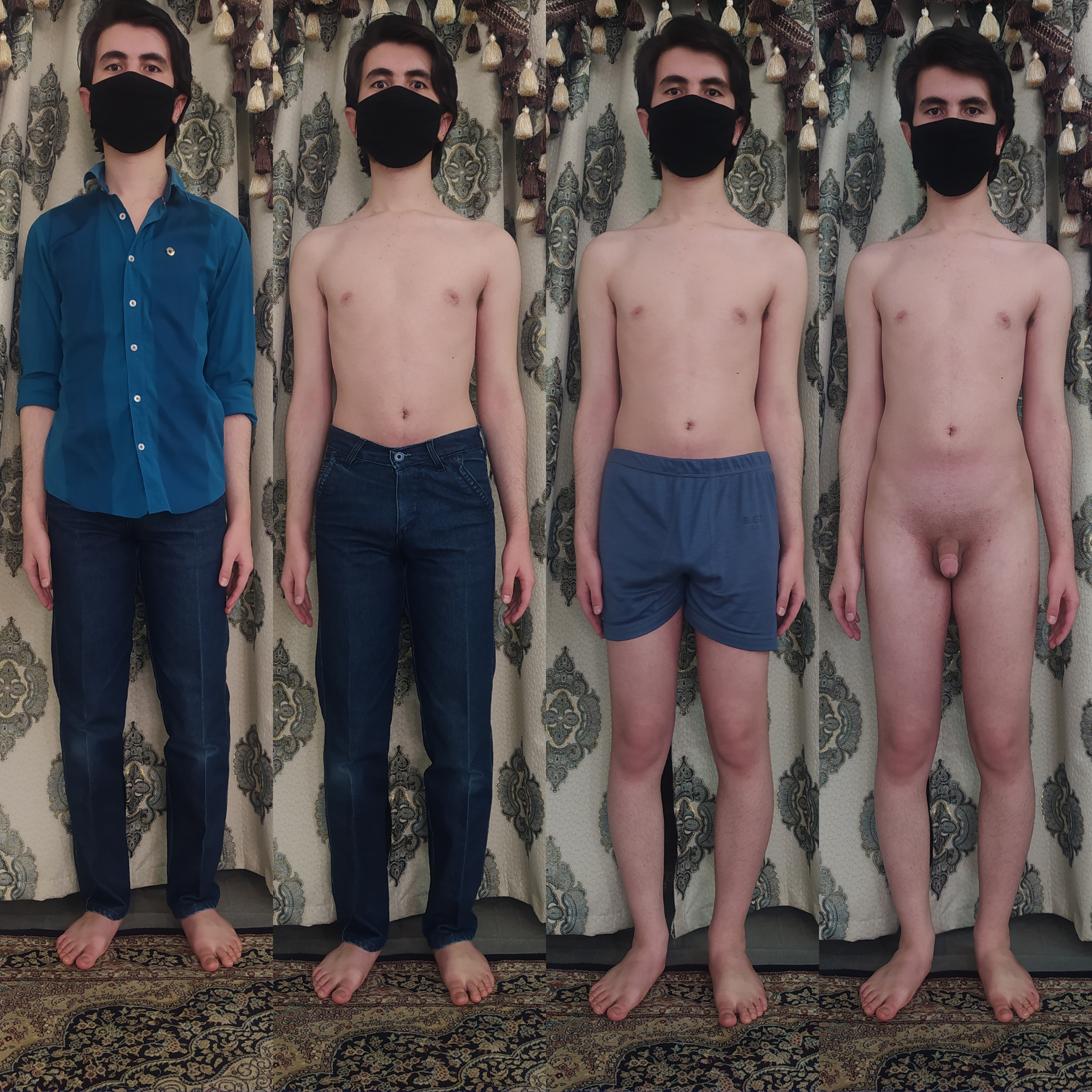
Öltözött, félmeztelen és meztelen fiatal férfi összehasonlítása

A meztelenség elfogadása és a megkívánt öltözék mennyisége jelentősen eltér az éghajlattól, kortól és kultúrától függően, valamint az is szerepet játszik, hogy jelen vannak-e más emberek, és ha igen, kik. A meztelenség egyes esetei elkerülhetetlenek fürdés, testátvilágítás közben, vagy a mellékhelyiség használata során, de ezeket magányosan is lehet végezni (s többnyire így is történik).
A szexuális partner előtti meztelenséget széles körben elfogadják, de még itt is előfordulhatnak megszorítások: például csak a szexuális aktus idején és helyén, vagy csak tompított fény mellett, vagy csak lepedővel, takaróval fedett módon.
Az azonos nemű idegenek előtti meztelenség gyakran elfogadottabb, mint az ellenkező neműek előtti, például a zuhanyzókban, közös öltözőkben, stb. A piszoárok közé olykor válaszfalat tesznek, hogy a férfiak részleges meztelensége ne legyen látható más férfiak számára – ennek elterjedtsége országonként változó.
Némelyek, az egyik véglet hívei, a meztelenséget bűnösnek vagy más okból elítélendőnek tekintik, az elkerülhetetlen eseteket leszámítva; mások viszont, például a nudisták úgy vélekednek, hogy a meztelenség a természetes állapot, amelynek nyilvános gyakorlása lehetőleg mindig elfogadható kéne legyen.

## A meztelenségről való kulturális és vallási nézetek
Egyes meleg éghajlaton élő, vadászó-gyűjtögető kultúrákban a majdnem teljes meztelenség bevett gyakorlat volt (legalábbis a nyugati kultúra megjelenése előtt), férfiak és nők számára egyaránt. Így például az Amazonas-medencében élő indiánok általában meztelenül vagy majdnem meztelenül éltek; számos törzsnél az egyedüli ruhadarab egy férfiak által viselt eszköz volt a fityma összezárására. A hegyekben és a Dél-Amerika nyugati részén élő indiánok (például a kecsuák) azonban rendszerint elfedték testüket. Az észak-amerikai indiánok általában elég prűdek voltak a meztelenség terén. Ismert kivétel volt ez alól a Dél-Kaliforniában élő csumas indián törzs, amelynek tagjai legtöbbször meztelenek voltak: a férfiak általában teljesen, a nők pedig gyakran felsőtestükön. Görögország egyes vidékein, például Spártában valaha többé-kevésbé elfogadott volt a meztelenség. A sportolók az antik olümpiai játékokon is meztelenül versenyeztek, ami arra utal, hogy egy meztelenséget többé-kevésbé toleráló kultúra nem kizárólag vadászó-gyűjtögető társadalom lehet. A meztelenséghez való hozzáállás sokkal inkább függ az éghajlati tényezőktől. Azok a kultúrák, amelyek meleg éghajlaton alakultak ki, és előzőleg nem volt bennük prüdéria, a meztelenséget természetesnek tekintették. Ilyen volt például az ókori Egyiptom is. Azokban a társadalmakban, ahol a ruhaviselés az éghajlat miatt szükséges volt, gyorsan kialakult a meztelenségtől való tartózkodás is. Az európai kultúrkör mérsékelt övi gyökerei határozzák meg az általános gyakorlatot. Az iszlámban szigorú megszorításokat találunk, amelyek a nőktől súlyos büntetés terhe mellett megkövetelik a purdah viselését, amely egész testüket, még arcukat is (l. burka) befedi. A prüdéria vallási szentesítése a keresztény középkor Európájára is jellemző volt.

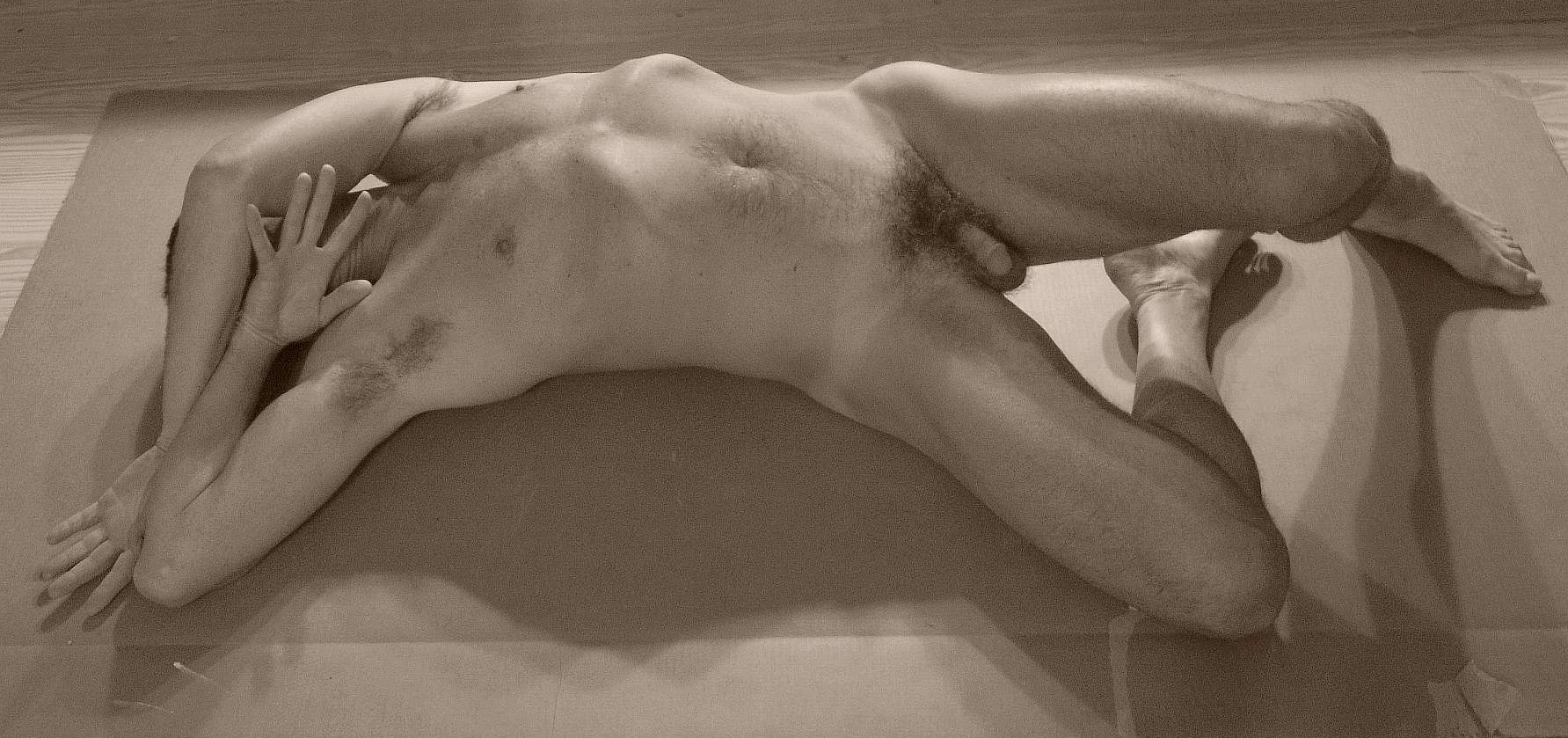
Nude

Nyugaton széles körben változik annak megítélése, mi számít szeméremsértésnek. Az ókori Görögország atlétái gyakran versenyeztek meztelenül, de számos városállam tiltotta a női versenyzők vagy akár nézők részvételét ezeken az eseményeken – nevezetes kivétel volt ez alól Spárta. A középkorban a férfiak gatyapőcöt, később harisnyát, majd más szoros nadrágokat viseltek, melyek célja egyaránt az volt, hogy elfedje a férfi nemi szerveket, de egyszersmind ki is emelje őket. A 20. század elején egyes strandokon még illetlennek számított a férfi mellbimbó fedetlenül hagyása. A férfiak által viselt fürdőruhák ironikus módon – akárcsak a középkorban – míg elfedték a nemi szerveket, egyszersmind gyakran szembetűnővé is tették őket.
A kultúrák között a legtöbb korlátozás általában az emberi test azon részeinek láthatóságára vonatkozik, amelyek nyilvánvalóvá tehetik a szexuális izgalmat vagy a felnőtt férfiak és nők közötti szexuális dimorfizmust. A nemi szerveket és a nők mellét például általában elfedik.
Az Amerikai Egyesült Államokban a női mellbimbó nyilvános láthatóságát általában továbbra sem engedik; a nyilvános szoptatást, mivel az ahhoz szükséges fedetlenség a céljából adódik, olykor elnézik, de máskor még ma is vitathatónak tartják. Egyes észak-amerikai bíróságok azonban – többek közt Ontario és New York állam – legalizálták a fedetlen női mellbimbót az egyenlő védelemre hivatkozva (lásd Az Egyesült Államok alkotmánya Tizennegyedik kiegészítése). A topfree equality (a meztelen felsőtest egyenlősége) mozgalom azt célozta meg, hogy a nőknek egyenlő joguk legyen arra, hogy a derekukon felül ruhátlanok legyenek; a topless helyett a topfree kifejezést használják az előbbi szexuális mellékjelentésének elkerülése végett. A mell alsó részének, illetve teljes egészének megmutatása azonban manapság, a rohamosan mélyülő dekoltázsok korában sem feltétlenül és mindenki által elfogadott, mint például Janet Jackson mellének részleges látványa kapcsán, mely a a 2004-es Super Bowl félidős koncertje során került a képernyőre.
Egyes észak-európai országokban (például Németországban, Finnországban és Hollandiában) léteznek kevert nemű meztelen szaunák és fürdőhelyek, más országokban viszont mindig szigorúan szétválasztják a két nemet. Japánban hagyományosan szokás volt a kevert nemű meztelen fürdőzés a szentókban.
A 20. század közepe óta jöttek divatba a toplessként (felül meztelenként), fakultatívan meztelenként és kizárólag meztelenként kijelölt strandok. A meztelen felsőtestű napozás elfogadottnak számít Franciaország, Spanyolország és Európa legtöbb részének strandjain (sőt számos nyitott uszodában is) – a nemi szervek fedetlenül hagyása azonban a legtöbb helyen a nudistastrandokra korlátozódik, ám ez alól is kivételt jelent Kelet-Németország (a meztelen fürdőzés azon kevés, széles körben tolerált szabadságjogok közé tartozott, amelyben a kommunista NDK lakóinak része volt, ez adhat magyarázatot népszerűségére is). A meztelen felsőtestű napozás és a tanga viselete elterjedt szokás a floridai Miami strandján (South Miami Beach). Az USA nyugati partja mentén is számos nudistastrand található.
Számos kultúrában nem tekintik a gyerekek meztelenségét különösebben zavarónak, amíg el nem érik a pubertást, vagy szigorúbban véve, egy annál fiatalabb kort. Az elmúlt két évtized során jó néhány fejlett országban jóval szigorúbb lett a gyermekek meztelenségével kapcsolatos társadalmi érzékenység, a felnőttek meztelensége viszont, ezzel ellentétben, sokkal elfogadottabbá vált a fentiek közül számos helyen. A pedofília és a gyermekpornográfia kapcsán nemrégiben kialakult társadalmi tudatosság aggályokat vetett föl a gyerekek meztelenségének veszélyes és káros voltával kapcsolatban. A gyerekek meztelen alakja negatív konnotációkat kezdett hordozni, míg korábban a pubertás előtti gyerekeket leggyakrabban természetüknél fogva aszexuálisnak tekintették. Új-Zélandon például a korábbi évtizedekben társadalmilag elfogadott volt újságokban a meztelen kiskorúak fényképes ábrázolása, míg a hasonló képek közlése manapság szinte egyöntetű felháborodást váltana ki az olvasók körében.
A meztelenség szorosan a szexualitáshoz kötődik a legtöbb olyan kultúrában, ahol a testi szemérem bizonyos szintjét elvártnak tekintik (s a meztelenséget ezáltal szeméremsértőnek). A kultúrák e vonását a sztriptíz léte is igazolja. A katolikus kulturális örökség eredményeképpen az újlatin kultúrákban a szemérem köznapi fogalma általában nem teszi lehetővé a nemi szervek felfedését; az erkölcstelenség fogalma azonban átalakult és a női mell ma már különösebb botrány nélkül megjelenhet valós vagy festett formájában.
A Bibliában szereplő Teremtés könyve szerint az első emberpár, Ádám és Éva először meztelenek voltak, de miután megszegték Isten törvényét (az ősbűnnel), nem érezték többé jól magukat ezen állapotukban, és fügefalevélből kötényt készítettek maguknak.
Korábban a katolikus egyház úgynevezett fügefalevél-kampányt szervezett, hogy elfedje a művészetben megjelenő meztelenséget, kezdve a reneszánsz művész, Michelangelo alkotásaival. Az iszlám tiltja az emberek bármiféle ábrázolását, így a kérdés ott fel sem merül. (Némely iszlám társadalmakban felmerültek kivételek e törvény alól, de a meztelenség egyiküknél sem jöhetett szóba.)
Vannak, akik a nyilvános meztelenséget szexualitástól mentes összefüggésben gyakorolják: ezt a mozgalmat hívják naturizmusnak vagy nudizmusnak, és képviselői többnyire erre kijelölt helyeken gyűlnek össze, melyeket ma rendszerint nudista vagy naturista strandnak, telepnek, üdülőhelynek neveznek. Ez összefügg a modern (nem feltétlenül vallási alapú) napkultusszal, a napozással is, azaz hogy a naptól barna – elsősorban női – bőrt az egészség és gazdagság szimbólumának, bizonyítékának tekintik. Ez nem volt mindig így: az elmúlt századokban (például a romantika korszakában) a sápadt, hófehér, „áttetsző” bőrszín számított esztétikusnak.

## A meztelenség, mint eszköz

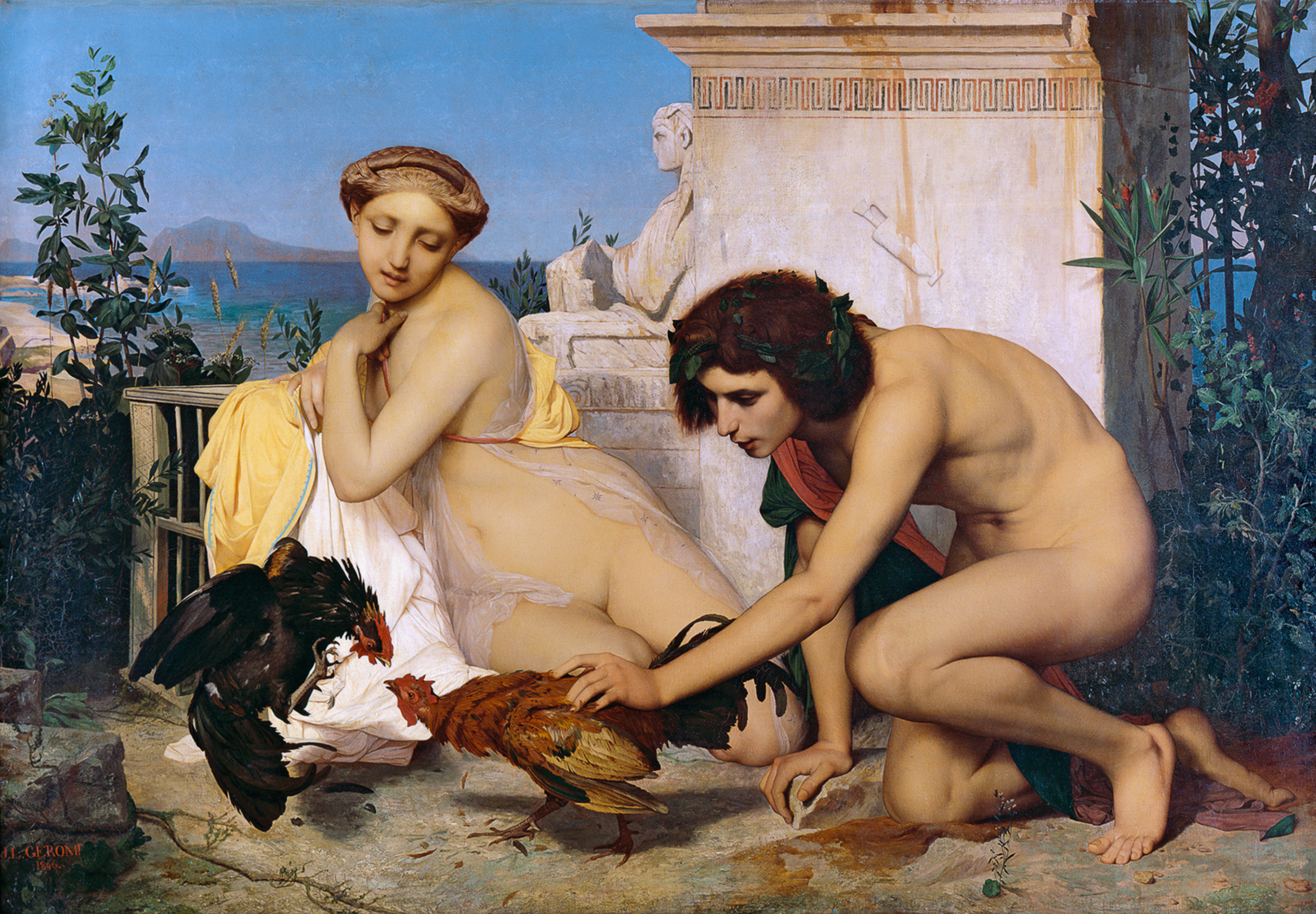
Egy klasszikus beállítás valamelyest elfogadottá tette a kevert nemű meztelenséget a francia szalonlátogató közönség szemében, még ha a Jean-Léon Gérôme által ábrázolt helyzet (1847) némiképp erőltetett is

Angol kifejezéssel streakingnek nevezik, ha valaki meztelenül keresztülfut egy nem-nudista közterületen, rendszerint tréfából. 2002-ben Magyarországon is sor került már hasonló eseményre, l. .
A meztelenséget időnként arra is használták, hogy nagyobb figyelmet irányítsanak egy nyilvános tiltakozásra: ezzel a módszerrel éltek a 20. század elején a duhoborcok is, később (különösen az 1960-as évektől kezdve) szélesebb körben is elterjedt. Jellemző szlogenek például (melyek legtöbbje angolul szójáték):
„Le a ruhákkal a leszerelésért!”
„Pucéran, atommentesen!”
„Meztelenül a békéért!”
„Bátran, csupaszon a szabadságért és a békéért!”
„Inkább járok meztelenül, mint hogy szőrmét hordjak!”
„Levágattam a bokromat (angolul: Bush) – figyeld az ajkam: NEM a háborúra!”
A meztelenség messze legnagyobb kihasználása a szexiparban történik. Ennek három fontosabb formája a lágypornót közlő média (például az olyan jelentős magazinok, mint a Playboy vagy a Playgirl, valamint számos egyéb, meleg és heteró magazin), a keménypornó, valamint a meztelen táncos előadás.
A lágypornóban, amelyet eredetileg főként „férfimagazinok” formájában közöltek le, az 1950-es években nemigen volt elfogadható akár egy kivillanó mellbimbó is, a ’70-es évekre azonban a nők mindent megmutató képei is napvilágot láttak.
A meztelen táncot eredetileg főként a sztriptíz formájában vezették be. Ez általában színpadi show volt, ahol a táncosnő egymás után vetette le ruháit, miközben zenére táncolt. A 20. század elején és közepén élt kiemelkedő „sztriptíz-színésznők”, például Gypsy Rose Lee olykor igen kidolgozott műsoruk részeként sem gyakran jutottak el a teljes meztelenségig. Ma már a legtöbb „egzotikus” táncos meztelen felsőtesttel lép fel (természetesen nemtől függetlenül), esetleg tangát viselnek. Az 1970-es években a férfiak is hivatalosan beléptek a sztriptízklubok mezejére, táncos számaikat részben ruhátlanul előadva, elsősorban heteroszexuális nőknek szóló klubokban (a chippendale ennek legismertebb példája). Ezt megelőzően is sok éve (legalábbis az 1950-es évektől kezdve) táncoltak már nem hivatalosan mindkét nem képviselői különféle klubokban, ma pedig a melegeket, heterókat vagy bárki mást megcélzó klubok közönségének egyaránt.

## Meztelenség a médiában

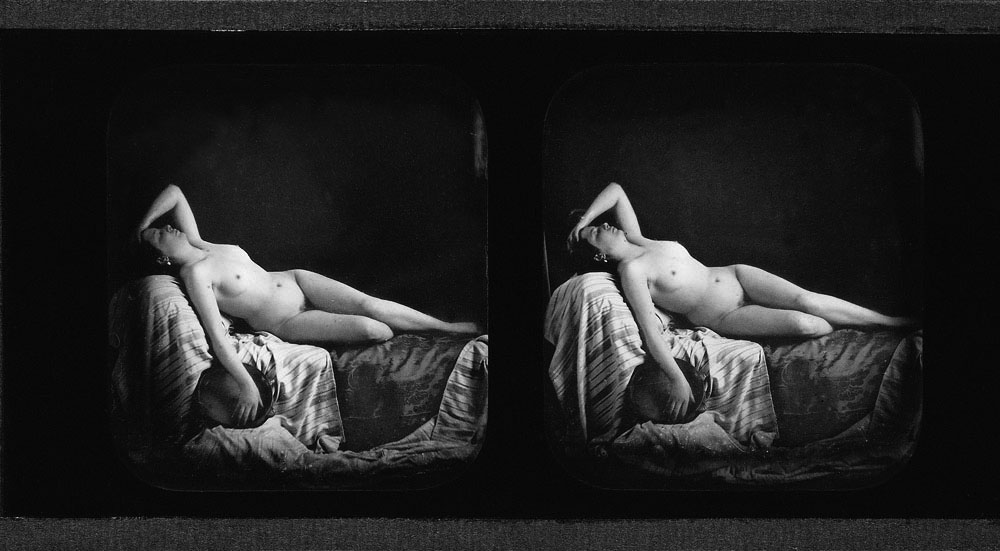
Bruno Braquehais: Sztereodagerrotípia, 1858

A maga idejében nagy botrányt váltott ki az Oh! Calcutta! című 1969-es musical, amely az első, teljesen meztelen színészek által előadott színpadi mű volt. A készítés dátuma egyértelműen utal az 1960-as évek második felének hippikorszakára.
A részleges és teljes meztelenség bemutatását a reklámszakmában is használják, hogy nagyobb figyelmet vívjanak ki. Ez a figyelem a vonzó modellek esetén a képek nyújtotta vizuális élményből fakad, más esetekben a meztelenség bemutatása viszonylagos ritkaságának köszönhető. A meztelenségnek a reklámokban való felhasználását igyekeznek gondosan megválasztani, nehogy azt a benyomást keltsék, hogy a termékét reklámozó cég szemérmetlen vagy közönséges. Annak is megvannak a határai, hogy a reklámozó média, például a magazinok, mit engednek meg. A szexuálisan kihívó hirdetések sikerét a „sex sells” közhellyel szokták megfogalmazni (kb. „a szexszel mindent el lehet adni”). Az emberek azonban vegyesen reagálnak: a Calvin Klein és a Benetton cég hirdetéseiben szereplő meztelenség éppoly bőven szült negatív reakciókat, mint pozitívakat.
A meztelenség (nem feltétlenül pornográf) ábrázolásai közül a legmerészebb a szemből való teljes meztelenség, amikor a színész vagy modell nemi szervei is láthatóak. A meztelen emberekről készült képek rendszerint nem mennek el idáig, és szándékosan megszerkesztik a képeket, megvágják a filmeket, hogy konkrét nemi szerv ne legyen látható, mintha a kamera véletlenül kerülte volna el.

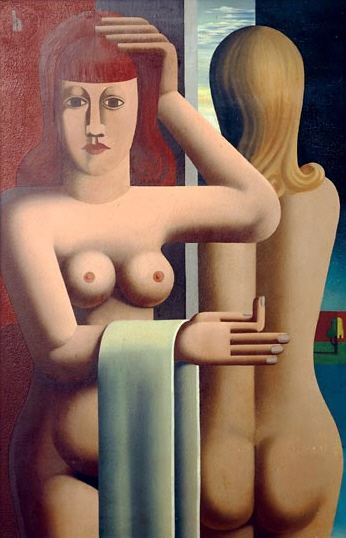
Heinrich Hoerle: Zwei Frauen, 1930

A meztelenség filmszínházakban való bemutatása régóta vitatott téma. A némafilm korában számos filmben megjelent meztelenség; egyes csoportok által hangoztatott kifogásokra válaszképpen betiltották a meztelen jeleneteket a Hays Code nevű szabályzattal a fővonalbeli amerikai filmekben az 1930-as évektől az 1960-as évekig, amikor is bevezették az MPAA filmminősítő rendszert. Azóta számos filmben szerepelt különböző fokú meztelenség; a szemből való teljes meztelenség azonban (különösen amely a férfi anatómiáját is láthatóvá teszi) még mindig ritka az amerikai mozikban. Jóval szélesebb elfogadásra talált a teljes meztelenség Európában, ahol a közönség a nem-pornográf meztelenséget kevésbé találja kivetni valónak, mint a kirívó erőszak ábrázolását. A szexuális, de nem pornográf összefüggésben szereplő meztelenség azonban jó pár európai országban a nyilvános bemutatók társadalmi elfogadottságának határmezsgyéjén maradt, bár a helyzetet a 20. század folyamán liberalizálták.
Néhány jelentősebb film (a többit l. a Meztelenséget tartalmazó filmek listája alatt), amelyek nyilvános vitát kavartak bemutatásuk idején a bennük szereplő meztelenség miatt:
- Eksztázis (r. Gustav Machatý, 1933; f.sz.: Hedy Lamarr)
- Kíváncsi vagyok – sárga (r. Vilgot Sjöman, 1967)
- Rómeó és Júlia (r. Franco Zeffirelli, 1968)
- Szerelmes asszonyok (r. Ken Russell, 1969)
- Utolsó tangó Párizsban (r. Bernardo Bertolucci, 1972)
- Az érzékek birodalma (r. Ósima Nagisza, 1976)
- Caligula (r. Tinto Brass, 1979)
- Kék bársony (r. David Lynch, 1986)
- Elemi ösztön (r. Paul Verhoeven, 1992)
- Zongoralecke (r. Jane Campion, 1993)
- Intimitás (r. Patrice Chéreau, 2001)
- 9 dal (r. Michael Winterbottom, 2004)

Az egyesült államokbeli sugárzott televízió és a legtöbb „alap kábeles” szolgáltató a legtöbb esetben sokkal kevésbé volt nyitott a meztelenség bemutatására, a PBS kivételével. Az 1990-es évek néhány sorozata (például a New York rendőrei) időnként a részleges meztelenség eszközével élt. Azokat a színházi módszerekkel készült filmeket, amelyek meztelenséget tartalmaznak, általában úgy mutatják be a televízióban, hogy kiszerkesztik belőlük az illető jeleneteket, elhomályosítják bennük valami módon a meztelenséget, vagy digitális képszerkesztő technikával „felöltöztetik” a színészeket. Számos prémium kábeles szolgáltató, mint a HBO vagy a Showtime, többek közt azáltal tett szert népszerűségre, mert vágatlan filmeket mutatott be; ezenkívül olyan sorozatokat is készítettek, amelyek nem riadnak vissza a meztelen jelenetektől, például az Oz, a Szex és New York, a Maffiózók vagy A fiúk a klubból.
Meztelenséget olykor más médiában is bemutatnak, gyakran vitáktól sem mentesen. Zenei albumok olyan borítói, amelyek az előadók meztelen képét mutatták be, mint például Jimi Hendrix, John Lennon és Yoko Ono, a Blind Faith vagy a Jane’s Addiction esetében, szintén viharokat kavartak. Számos rockzenész adott elő meztelenül a színpadon, például a Jane’s Addiction, a Rage Against the Machine, a Green Day, a The Jesus Lizard és a Red Hot Chili Peppers egyes tagjai.
A meztelenség képzőművészeti megjelenítése, amit szintén a nyilvánosság elé tárnak, meglehetősen elterjedt, és sokkal elfogadottabb, mint valódi személyek nyilvános meztelensége. Így például egy meztelen személyt ábrázoló szobor vagy festmény kiállítható a köztereken is, ahol a tényleges meztelenség nem megengedett. Számos olyan műalkotás is létezik azonban, amely úgy ábrázol egy meztelen személyt, mintha egy ruhadarab mintegy véletlenül takarná el nemi szerveit. Egy 1960-as évekbeli színpadi jelenetben Peter Cook és Dudley Moore angol humoristák azt az ötletet vetették föl egy művészeti galériában, hogy százával lehetnek olyan festmények, melyeket azért nem tárnak a nyilvánosság elé, mert a ruhadarabok nem a megfelelő helyre hullottak, amíg a művész festette őket. Az efféle szemérmességet néha mások írták elő a művészeknek: azoknak a meztelen alakoknak a nemi szerveit, akiket Michelangelo festett a vatikáni Sixtus-kápolna falaira, rájuk festett ruhával takarták el egészen a 20. századig, amikor a restaurátorok végül eltávolították ezeket az utólagos toldásokat. Az Abercrombie & Fitch ruhagyártó cég, bár bizonyára nem elsőként alkalmazott vonzó embereket termékei eladásához, katalógusa korai számaiban egy Bruce Weber nevű fényképész ízléses képeit mutatta be ruhátlan férfi és női modellekről.
Az interneten, különösen azokon az oldalakon, amelyek ismert emberek képeit mutatják be, gyakran használják a meztelen és meztelenség kifejezéseket (némelyek szerint bizonyára hibásan) a szeméremsértés jelölésére: például egy máskülönben hiánytalan öltözékű nő képét kivillanó mellbimbóval. Lásd még: Meztelen hírességek az interneten.

## A meztelenség negatív jelentései
A meztelenség olykor negatív értelmezéssel jelenik meg, például katasztrófa vagy elmebetegség okozta felfordulás miatt, szegénység vagy megaláztatás folytán.
A megalázási céllal kikényszerített meztelenségre példa az Abu Graib-i fogolykínzás.

## Egyéb jelentések
A csupasz kifejezést arra is használják, ha egy élőlénynek nincs bundája, például A csupasz majom könyvcímben (az emberre utalva) vagy a csupasz turkáló patkány névben. Rudyard Kipling A dzsungel könyve című regényében az állatok gyakran úgy hivatkoznak Mauglira, hogy csupasz, azaz nincs bundája, ez pedig az olvasó figyelmét arra is felhívja, hogy a fiú a szó másik értelmében is csupasz.
A meztelen szó átvitt értelemben is használatos, mint például a meztelen igazság kifejezésben.
A Mezítelenül egy 1993-as film címe, amelyet Mike Leigh rendezett.